# Yzeure
Yzeure település Franciaországban, Allier megyében. Lakosainak száma 12 670 fő (2022. január 1.). Yzeure Avermes, Chézy, Gennetines, Lusigny, Montbeugny, Moulins és Toulon-sur-Allier községekkel határos.

## Népesség
A település népessége az elmúlt években az alábbi módon változott:
| Lakosok száma | 11 665 | 13 197 | 13 461 | 12 488 | 12 905 | 13 087 | 13 088 | 12 838 | 12 701 | 12 670 |
|               | 1968   | 1982   | 1990   | 2006   | 2013   | 2015   | 2017   | 2019   | 2020   | 2022   |